# Efeito lunar
O efeito lunar é uma suposta correlação não comprovada entre estágios específicos do ciclo lunar de aproximadamente 29,5 dias e mudanças comportamentais e fisiológicas em seres vivos na Terra, incluindo humanos. Em alguns casos, o efeito pretendido pode depender de pistas externas, como a quantidade de luz da Lua. Em outros casos, como o ciclo menstrual aproximadamente mensal em humanos (mas não em outros mamíferos), a coincidência no tempo reflete nenhuma influência lunar conhecida. Formou-se também em torno disso um conjunto de teoria pseudocientífica que se sobrepõe em sociologia, psicologia e fisiologia, sugerindo que há correlação entre as fases específicas do ciclo lunar na Terra e o comportamento divergente em seres humanos (lunatismo). 
A ideia por trás do efeito lunar tem fascinado muitos estudiosos do comportamento e justificam muitas experiências e estudos. A maioria dos experimentos até hoje, no entanto, não encontraram nenhuma correlação entre as variáveis e refutaram a hipótese. Um número considerável de estudos examinou o efeito em humanos. No final da década de 1980, havia pelo menos 40 estudos publicados sobre a suposta conexão lunatismo-lunar (também conhecido como "efeito Transilvânia") e pelo menos 20 estudos publicados sobre a suposta conexão taxa de natalidade-lunar. Isso permitiu que várias extensas revisões de literatura e meta-análises fossem produzidas, que não encontraram correlação entre o ciclo lunar e a biologia ou comportamento humano. Um estudo de 2005 aponta que os créditos de uma correlação de fases lunares para o comportamento humano não se sustentam sob escrutínio científico e que, ao longo dos últimos 30 anos, ainda mais evidências surgiram para sublinhar que isto é uma pseudociência.

## Contextos
Popularmente acredita-se que, durante a lua cheia, aumentem o número de crimes violentos, o índice de homicídios, acidentes de trânsito, de suicídios e das internações nos hospícios, licantropia, vampirismo, lobisomens, alcoolismo, sonambulismo, epilepsia, entre outros. A lua cheia também é relacionada à fertilidade por isso atribuem-se que mais mulheres dão à luz na lua cheia. Uma teoria afirma que a lua tem uma relação percebida com a fertilidade é devido ao ciclo menstrual humano que corresponde em média 28 dias. No meio rural, muitos agricultores consultam a Lua antes de plantar ou podar, pois acreditam que as colheitas são mais abundantes se as sementes forem plantadas nas fases certas da Lua; também consultam a Lua antes de podar plantas, colher frutos, fertilizar o solo, cortar madeira, etc. Já nos salões de beleza e cabelereiros muitos fazem o mesmo na hora de cortar o cabelo. Talvez um dos mais famosos mitos decorrentes desta teoria seja a lenda do lobisomem.

## Novos estudos
Estudos recentes apontam que a busca de efeitos lunares e seus mecanismos continua de interesse para áreas como a cronobiologia. Uma hipótese explicativa recente, além das possíveis influências de gravidade lunar e luar, é através de alterações na magnetosfera terrestre quando da passagem da cauda magnética por uma Lua cheia. Mecanismos biológicos propostos a isso poderiam incluir a sensibilidade a campos magnéticos e elétricos fracos, presente em plantas e animais, como pela magnetorrecepção, a partir de alterações do fluxo de cálcio, como em pinealócitos, influenciando o ritmo circadiano na produção da melatonina; e de outras moléculas como magnetita, criptocromo, DNA, além da atividade inflamatória e ferroeletricidade. Uma meta-análise de 2021 evidencia que marés gravimétricas dependentes do movimento da Lua se correlacionam com o crescimento de plântulas, atividade reprodutiva de corais e movimento de isópodes.
Estudos recentes indicam correlação entre fases lunares e alteração do ritmo e qualidade de sono, enquanto outros contestam resultados.
Uma pesquisa de 2021 aponta evidência global entre ataques de tubarão e iluminação lunar.

Um estudo de 2021 apontou a existência de uma sincronização intermitente do ciclo menstrual em relação aos ciclos luminosos e gravimétricos da Lua. Uma pesquisa de 2024, baseando-se em uma quantia analisada de 31.698 ciclos menstruais, apontou para uma relação pequena, porém significativa, de sincronização entre o início da menstruação e alguma fase da Lua, em que, dependendo do contexto geográfico dos grupos estudados, o alinhamento ocorre mais com uma fase do que com outra.